# Paravespa
Paravespa (лат.) — род одиночных ос семейства Vespidae с примерно 20 видами.

## Распространение
Палеарктика. Афротропика. Для СССР указывалось 4 вида.

## Описание
Крупные (15-22 мм), часто ярко раскрашенные осы. Тело в очень коротких и незаметных волосках. Нижнегубные щупики 4-члениковые, короткие, челюстные щупики 6-членикиковые. Средние голени с 1 шпорой. Гнезда в почве с длинной (до 5 см) входной трубкой. Охотятся на гусениц совок (Noctuidae).

## Классификация
Около 20 видов/ Типом рода первоначально был обозначен вид Paravespa komarowi Radoszkowski, 1886, оказавшийся младшим синонимом.
- Paravespa albolimbata (Schulthess, 1922)
- Paravespa bonellii (Giordani Soika, 1982)
- Paravespa dewittei (Giordani Soika, 1960)
- Paravespa empeyiera
- Paravespa eva Bell., 1936
- Paravespa grandis (Moravitz, 1885)[5]
  - Paravespa grandis albida Blüthgen, 1953
  - Paravespa grandis caucasica (Kok., 1912)
- Paravespa mima (Giordani Soika, 1960)
- Paravespa mimetica (Schulthess, 1923)[6]
- Paravespa minutepunctata (Giordani Soika, 1960)
- Paravespa nairobiensis (Giordani Soika, 1935)
- Paravespa nigrifrons (Giordani Soika, 1960)
- Paravespa occidentalis (Giordani Soika, 1987)
- Paravespa pretoriensis (Giordani Soika, 1935)
- Paravespa quadricolor (Moravitz, 1885) (=Paravespa komarowi Rad., 1886)[7]
- Paravespa rex (Schulthess, 1923)[8]
- Paravespa spinigera (Schulthess, 1914)
- Paravespa violaceipennis (Giordani Soika, 1960)
- Paravespa zebroides (Meade-Waldo, 1915)